# Nègueb
El Nègueb (en hebreu נֶגֶב, en àrab النقب, an-Naqab o al-Nakb; els beduïns pronuncien Nagb) és un desert d'Àsia, situat a la regió del Pròxim Orient, al sud d'Israel. En àrab, significa 'sec', mentre que en hebreu bíblic, Nègueb va prendre el significat de 'sud', per la ubicació del desert.
Tot i que històricament formava part d'una regió separada (coneguda durant l'època romana com a Aràbia Petraea), el Nèguev es va afegir a l'àrea proposada del Mandat britànic de Palestina, de la qual grans parts es van convertir en Israel, el 10 de juliol de 1922, després d'haver estat concedida pel representant britànic Harry Saint John Bridger Philby "en nom de Transjordània".  Malgrat això, la regió va romandre exclusivament àrab fins al 1946; en resposta al Pla britànic Morrison-Grady que hauria assignat l'àrea a un estat àrab, l'Agència Jueva va promulgar els 11 punts del pla del Nèguev per iniciar l'assentament jueu a la zona. Un any més tard, el Pla de Partició de les Nacions Unides per a Palestina va assignar l'àrea a l'Estat jueu que es va convertir en Israel.
El desert és la llar de la Universitat Ben-Gurion del Nègueb, les facultats de la qual inclouen els Instituts Jacob Blaustein per a la Recerca del Desert i l'Escola Internacional Albert Katz d'Estudis del Desert, tots dos situats al campus de Midreshet Ben-Gurion adjacent a Sedé Bóqer.
El mes d'octubre del 2012, l'editor de guies de viatges global Lonely Planet va classificar el Nèguev en segon lloc en una llista de les deu millors destinacions de viatges regionals del món per al 2013, assenyalant la seva transformació actual a través del desenvolupament.

## Etimologia i altres noms
L'origen de la paraula Nèguev prové de l'arrel hebrea que significa 'sec'; a la Bíblia hebrea, la paraula Nèguev també s'utilitza per a la direcció 'sud'. Algunes traduccions a l'anglès utilitzen l'ortografia Negeb.
El Nèguev esmentat a la Bíblia consistia només en la part més septentrional del Nèguev israelià modern, amb el semiàrid Arad - Vall de Beerxeba definit com "el Nèguev oriental (bíblic)".
En àrab, el Nèguev es coneix com an-Naqab o an-Naqb ("el pas [de la muntanya]"), encara que no es va considerar una regió diferent fins a la demarcació de la frontera entre Egipte i Otomà a la dècada de 1890 i no té un nom àrab tradicional.
Durant el mandat britànic, s'anomenava "sub-districte de Beerxeba".

## Situació
Aquest desert ocupa una àrea d'uns 13.000 km², amb forma de triangle invertit, amb el vèrtex meridional situat a Elat, sobre la costa del mar Roig. A l'oest, limita amb la península del Sinaí (Egipte), i a l'est amb la zona meridional de Jordània, fent frontera amb la vall d'Aravà. La ciutat principal n'és Beerxeba, situada al costat septentrional del desert (200.000 habitants). Altres ciutats importants en són Elat, Dimona, Mitspé Ramon i Rahat.
El Nègueb conté importants trets de tipus geològic i cultural. Respecte al geològic, es tracta d'un lloc inhòspit, amb temperatures pròximes als 50 °C, amb presència d'erms de pissarra, i amb canyons arrasats per l'erosió. Els recursos minerals són escassos, si bé destaca l'existència de filons de coure i mostres de petroli. Destaca l'existència de tres cràters o circs erosius, denominats ha-Makhteix ha-Gadol ('el gran cràter'), ha-Makhteix ha-Qatan ('el petit cràter') i el Makhteix Ramon, que possiblement és el major cràter no meteòric de la Terra.

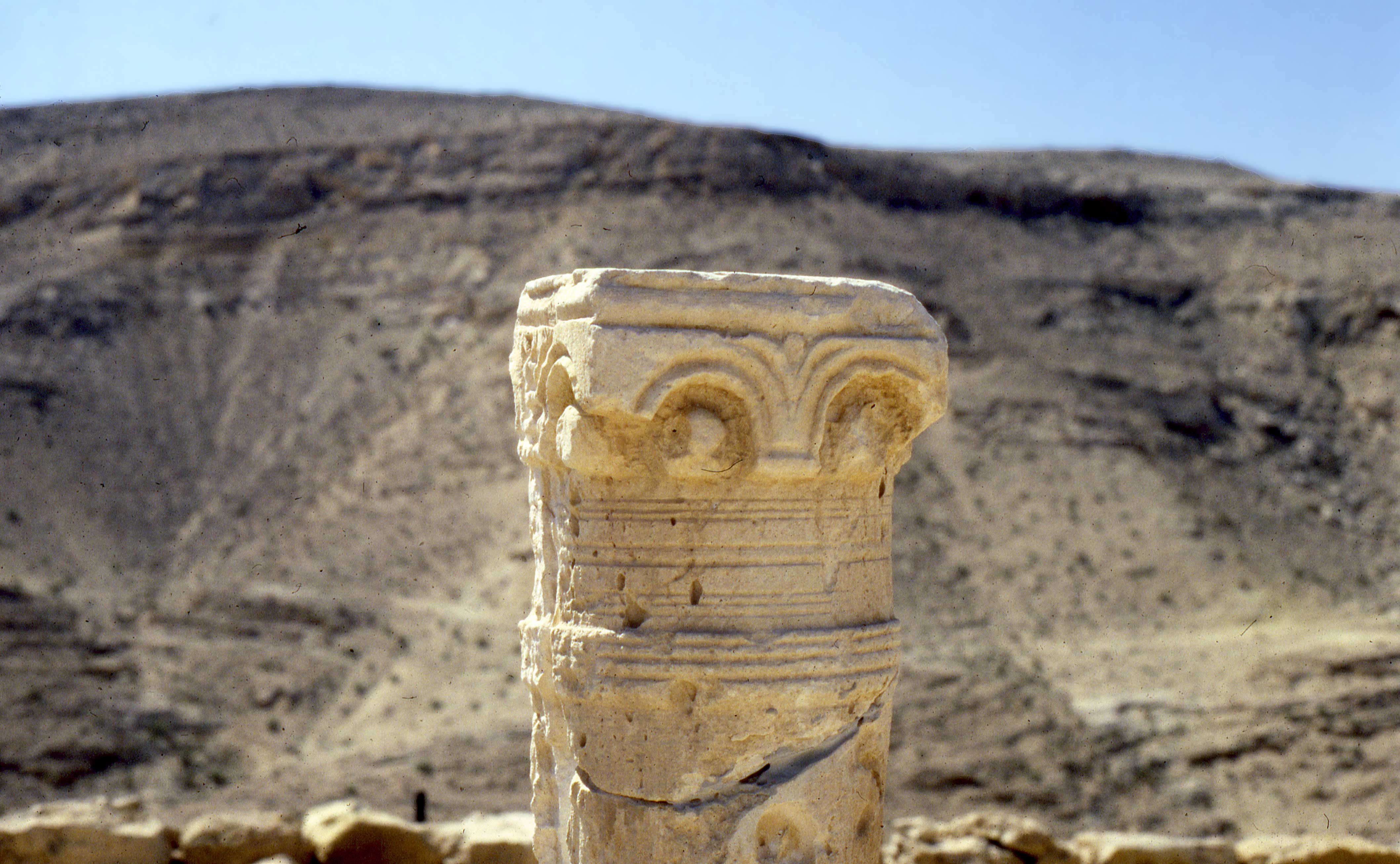
Detall d'unes ruïnes al desert de Nègueb

Des del punt de vista històric, la inhospitalitat de la zona ha dissuadit la major part de les cultures a explotar aquest territori. No obstant això, existeixen proves d'ocupació durant el període nabateu (segle iii aC - segle i), com són les restes de les ciutats nabatees d'Avdat, Xivtà (Shivta), Kurnub (Mamxit) i la capital nabatea, Petra. També destaca la posterior influència romana i després romana d'Orient en aquesta regió.
David Ben-Gurion va veure en el desenvolupament del Nègueb una de les claus del futur econòmic i demogràfic d'Israel, i va passar els seus últims anys a Sedé Bóqer, al Nègueb septentrional, on va morir i està sepultat. Segons la Bíblia, al Nègueb s'hi trobaven els erms de Sin, mentre que al Sinaí hi havia els erms de Paran.

## Clima
La regió del Nègueb té un clima àrid (Eilat rep de mitjana només 24 mm de pluja anual) a causa de la seva ubicació a l'est del Sàhara, a diferència de la resta d'Israel, que tenen la Mediterrània a l'oest, i amb temperatures extremadament càlides per la seva ubicació de 31 graus nord. Tot i això, les àrees més al nord del Negev, inclosa Beerxeba, tenen un clima semiàrid. El total de precipitacions habituals de juny a octubre és zero. La neu i les gelades són rares al nord del Neguev, i desconegudes a l'extrem sud del Neguev a Eilat.
| Dades climàtiques a Beersheba       | Dades climàtiques a Beersheba | Dades climàtiques a Beersheba | Dades climàtiques a Beersheba | Dades climàtiques a Beersheba | Dades climàtiques a Beersheba | Dades climàtiques a Beersheba | Dades climàtiques a Beersheba | Dades climàtiques a Beersheba | Dades climàtiques a Beersheba | Dades climàtiques a Beersheba | Dades climàtiques a Beersheba | Dades climàtiques a Beersheba | Dades climàtiques a Beersheba |
| Mes                                 | gen                           | febr                          | març                          | abr                           | maig                          | juny                          | jul                           | ag                            | set                           | oct                           | nov                           | des                           | anual                         |
| ----------------------------------- | ----------------------------- | ----------------------------- | ----------------------------- | ----------------------------- | ----------------------------- | ----------------------------- | ----------------------------- | ----------------------------- | ----------------------------- | ----------------------------- | ----------------------------- | ----------------------------- | ----------------------------- |
| Màxima rècord °C (°F)               | 28.4 (83.1)                   | 31 (88)                       | 35.4 (95.7)                   | 40.9 (105.6)                  | 42.2 (108)                    | 46 (115)                      | 41.5 (106.7)                  | 40.5 (104.9)                  | 41.2 (106.2)                  | 39.6 (103.3)                  | 34 (93)                       | 31.4 (88.5)                   | 46 (115)                      |
| Màxima mitjana °C (°F)              | 16.7 (62.1)                   | 17.5 (63.5)                   | 20.1 (68.2)                   | 25.8 (78.4)                   | 29 (84)                       | 31.3 (88.3)                   | 32.7 (90.9)                   | 32.8 (91)                     | 31.3 (88.3)                   | 28.5 (83.3)                   | 23.5 (74.3)                   | 18.8 (65.8)                   | 25.7 (78.3)                   |
| Mínima mitjana °C (°F)              | 7.5 (45.5)                    | 7.6 (45.7)                    | 9.3 (48.7)                    | 12.7 (54.9)                   | 15.4 (59.7)                   | 18.4 (65.1)                   | 20.5 (68.9)                   | 20.9 (69.6)                   | 19.5 (67.1)                   | 16.7 (62.1)                   | 12.6 (54.7)                   | 8.9 (48)                      | 14.2 (57.6)                   |
| Mínima rècord °C (°F)               | −5 (23)                       | −0.5 (31.1)                   | 2.4 (36.3)                    | 4 (39)                        | 8 (46)                        | 13.6 (56.5)                   | 15.8 (60.4)                   | 15.6 (60.1)                   | 13 (55)                       | 10.2 (50.4)                   | 3.4 (38.1)                    | 3 (37)                        | −5 (23)                       |
| Precipitació mitjana mm (polzades)  | 49.6 (1.953)                  | 40.4 (1.591)                  | 30.7 (1.209)                  | 12.9 (0.508)                  | 2.7 (0.106)                   | 0 (0)                         | 0 (0)                         | 0 (0)                         | 0.4 (0.016)                   | 5.8 (0.228)                   | 19.7 (0.776)                  | 41.9 (1.65)                   | 204.1 (8.035)                 |
| Mitjana de dies de precipitació     | 9.2                           | 8                             | 6.4                           | 2.6                           | 0.8                           | 0                             | 0                             | 0                             | 0.1                           | 1.8                           | 4.6                           | 7.5                           | 41                            |
| Font: Israel Meteorological Service |                               |                               |                               |                               |                               |                               |                               |                               |                               |                               |                               |                               |                               |

| Dades climàtiques a Eilat           | Dades climàtiques a Eilat | Dades climàtiques a Eilat | Dades climàtiques a Eilat | Dades climàtiques a Eilat | Dades climàtiques a Eilat | Dades climàtiques a Eilat | Dades climàtiques a Eilat | Dades climàtiques a Eilat | Dades climàtiques a Eilat | Dades climàtiques a Eilat | Dades climàtiques a Eilat | Dades climàtiques a Eilat | Dades climàtiques a Eilat |
| Mes                                 | gen                       | febr                      | març                      | abr                       | maig                      | juny                      | jul                       | ag                        | set                       | oct                       | nov                       | des                       | anual                     |
| ----------------------------------- | ------------------------- | ------------------------- | ------------------------- | ------------------------- | ------------------------- | ------------------------- | ------------------------- | ------------------------- | ------------------------- | ------------------------- | ------------------------- | ------------------------- | ------------------------- |
| Màxima rècord °C (°F)               | 32.2 (90)                 | 35.8 (96.4)               | 38.7 (101.7)              | 43.4 (110.1)              | 45.2 (113.4)              | 47.4 (117.3)              | 48.3 (118.9)              | 48.0 (118.4)              | 45.0 (113)                | 44.3 (111.7)              | 38.1 (100.6)              | 33.6 (92.5)               | 48.3 (118.9)              |
| Màxima mitjana °C (°F)              | 21.3 (70.3)               | 23.0 (73.4)               | 26.1 (79)                 | 31.0 (87.8)               | 35.7 (96.3)               | 38.9 (102)                | 40.4 (104.7)              | 40.0 (104)                | 37.3 (99.1)               | 33.1 (91.6)               | 27.7 (81.9)               | 23.0 (73.4)               | 31.46 (88.63)             |
| Mínima mitjana °C (°F)              | 10.4 (50.7)               | 11.8 (53.2)               | 14.6 (58.3)               | 18.4 (65.1)               | 22.5 (72.5)               | 25.2 (77.4)               | 27.3 (81.1)               | 27.4 (81.3)               | 25.2 (77.4)               | 21.8 (71.2)               | 16.3 (61.3)               | 11.9 (53.4)               | 19.4 (66.91)              |
| Mínima rècord °C (°F)               | 1.2 (34.2)                | 0.9 (33.6)                | 3.0 (37.4)                | 8.4 (47.1)                | 12.1 (53.8)               | 18.5 (65.3)               | 20.0 (68)                 | 19.4 (66.9)               | 18.6 (65.5)               | 9.2 (48.6)                | 5.3 (41.5)                | 2.5 (36.5)                | 0.9 (33.6)                |
| Pluja mitjana mm (polzades)         | 4 (0.16)                  | 3 (0.12)                  | 3 (0.12)                  | 2 (0.08)                  | 1 (0.04)                  | 0 (0)                     | 0 (0)                     | 0 (0)                     | 0 (0)                     | 4 (0.16)                  | 2 (0.08)                  | 5 (0.2)                   | 24 (0.96)                 |
| Mitjana de dies de pluja (≥ 0.1 mm) | 2.1                       | 1.8                       | 1.6                       | 0.9                       | 0.7                       | 0                         | 0                         | 0                         | 0                         | 0.7                       | 0.8                       | 1.9                       | 10.5                      |
| Font: Israel Meteorological Service |                           |                           |                           |                           |                           |                           |                           |                           |                           |                           |                           |                           |                           |

## Història
El Nègueb és esmentat en el Gènesi diverses vegades, i diu que fou el lloc on Abraham va acampar amb la seva gent i va excavar els pous anomenats Beerxeba (en àrab, Bir al-Sab).
La tribu beduïna més antiga que s'hi coneix són els bali, que van ajudar l'emperador Heracli contra els musulmans invasors. Els djudham que van ajudar Amr ibn al-As en la conquesta àrab d'Egipte, es creu que també vivien a la zona. Amb el nom Nagb, Nakb o Nakab, no figura en les cròniques àrabs. El nom hauria estat donat pels israelians com Nègueb, convertit en Nagb pels beduïns (que vol dir 'coll de muntanya') i arabitzat com a Nakab o Nakb. L'etimologia popular ho fa derivar del coll de muntanya pel qual la caravana egípcia de pelegrinatge baixava del Sinaí central al golf d'Aqaba.
Al segle xiv, s'esmenta la tribu dels Djubarat, que encara existeix. Sota mamelucs i otomans, la regió va dependre de Gaza, districte governat per un caimacan. Al segle xvi, s'esmenta la tribu dels Wuhaydat, que va expulsar els Ayid, que durant els 300 anteriors havien dominat la part sud de la regió. Grups de tribus d'Aràbia del nord-oest van emigrar de vegades a aquesta regió, en fugir de les sequeres, i es van confederar amb grups locals que van esdevenir tribus independents. Beerxeba fou fundada pels otomans el 1901 i, des de llavors, fou la capital de la regió. Al segle xix, les confederacions tribals principals hi eren els Tiyaha i els Tarabin, establerts durant la invasió d'Egipte per Napoleó el 1799, que van rebutjar cap al nord la confederació dominant aleshores, els Wubaydat. Després, se'ls van unir els Azazima i, durant tot el segle xix, es van disputar el territori fins al 1890, quan els otomans van fixar els límits territorials de cada tribu.
Quan Israel va ocupar Beerxeba, la major part dels beduïns foren deportats, principalment a Jordània i, dels 110.000 que hi havia, només en van quedar 11.000.

## Flora i fauna
La vegetació al Nègueb és escassa, però hi creixen alguns arbres i plantes, entre ells Acàcia, Pistàcia, ginesta, Urginea maritima i Timelea. Exemplars de palmera tebaica (Hyphaene thebaica) es poden trobar al sud del Nègueb. La reserva natural Evrona és el punt més al nord del món on es pot trobar aquesta palma.
Una petita població de lleopards àrabs, un animal en perill a la península aràbiga, sobreviu al sud del Nègueb. Altres carnívors que es troben al Nègueb són el caracal, el llop àrab, el xacal daurat i el turó marbrat (Vormela pergusna).
La gasela de la muntanya Arabah, una subespècie de la gasela de les muntanyes, sobreviu amb uns quants individus al Nègueb. La gasela dorcas és més nombrosa amb uns 1.000-1.500 individus al Nègueb. Uns 350 a 500 íbex de Núbia (Capra nubiana) viuen a les terres altes del Nègueb i a les muntanyes d’Eilat.
La musaranya del Nègueb (Crocidura ramona) és una espècie de mamífer de la família Soricidae que només es troba a Israel. Una població de la tortuga de Kleinmann (Testudo kleinmanni) en perill crític d'extinció (anteriorment coneguda com la tortuga Negev o Testudo werneri) sobreviu a les sorres del desert del Nègueb occidental i central.
Els animals que es van reintroduir després de l'extinció en estat salvatge o local, respectivament, són l’òrix i la daina persa. El Nègueb és l'únic lloc on floreix l'òrix reintroduït perquè en cap altre lloc del Pròxim Orient no es pot controlar la caça furtiva. També es va introduir l'ase salvatge asiàtic que al Nègueb compta amb prop de 250 animals.